# Jennifer Carpenter
Jennifer Leann Carpenter (Louisville, 7 december 1979) is een Amerikaans film- en televisieactrice. Ze werd in 2006 genomineerd voor een Saturn Award voor haar rol als het titelpersonage in de horrorfilm The Exorcism of Emily Rose en opnieuw in elk jaar van 2007 tot en met 2014 voor het spelen van Debra Morgan in de misdaadserie Dexter.

## Filmografie
*Exclusief televisiefilms
| - A Mouthful of Air (2021) - Mortal Kombat Legends: Battle of the Realms (2021, stem) - Mortal Kombat Legends: Scorpions Revenge (2020, stem) - Dragged Across Concrete (2018) - Batman: Gotham by Gaslight (2018, stem) - Brawl in Cell Block 99 (2017) - Where the Devil Hides (2014) - The Devil's Hand (2014) - Avengers Confidential: Black Widow & Punisher (2014) - The Factory (2012) - Ex-Girlfriends (2012) - Gone (2012) - Seeking Justice (2011) - Faster (2010) | - Quarantine (2008) - Battle in Seattle (2007) - The Dog Problem (2006) - The Exorcism of Emily Rose (2005) - Lethal Eviction (2005) - Last Days of America (2005) - White Chicks (2004) - D.E.B.S. (2004) - Ash Tuesday (2003) - People Are Dead (2002) |

## Televisie
*Exclusief eenmalige (gast)rollen)
- Dexter: New Blood - Debra Morgan (2021, 10 afleveringen)
- The Enemy Within - Erica Shepherd (2019, dertien afleveringen)
- Limitless - Rebecca Harris (2015–2016, 22 afleveringen)
- Pound Puppies - stem Pepper (2011–2013, vijf afleveringen)
- Dexter: Early Cuts - stem Debra Morgan (2009, twee afleveringen)
- Dexter - Debra Morgan (2006–2013, 96 afleveringen)

## Privé
Carpenter trouwde op 31 december 2008 met acteur Michael C. Hall, die in Dexter haar broer speelt. Op 14 december 2010 werd de scheiding bekendgemaakt. In 2016 trouwde zij opnieuw na in 2015 een kind met haar toekomstige echtgenoot te hebben gekregen.
- Bibsys: 90903099
- Biblioteca Nacional de España: XX1477551
- Bibliothèque nationale de France: cb162126987 (data)
- Gemeinsame Normdatei: 14210566X
- International Standard Name Identifier: 0000 0001 1476 6494
- Library of Congress Control Number: no2008073096
- Nationale Bibliotheek van Tsjechië: xx0047024
- Nationale Bibliotheek van Israël: 987007447590005171
- Nederlandse Thesaurus van Auteursnamen: 410532819
- Système universitaire de documentation: 155735187
- Virtual International Authority File: 85597278
- WorldCat: E39PBJf4ffXFjXgk9xJvhVJFKd